# Wilhelm Homberg
Wilhelm Homberg (Batavia, 8 gennaio 1652 – Parigi, 24 settembre 1715) è stato un chimico e medico olandese.

## Vita
Suo padre Johannes Homberg era originario di Quedlinburg in Sassonia. Wilhelm Homberg nacque a Batavia (l'odierna Giacarta in Indonesia) allora capitale delle Indie Orientali Olandesi, dove il padre era comandante dell'arsenale. Nel 1670 tornò in Europa con la famiglia e studiò giurisprudenza a Jena e a Lipsia. Nel 1674 diventò avvocato a Magdeburgo. Qui conobbe Otto von Guericke e sotto la sua influenza decise di dedicarsi alle scienze naturali. Fece quindi viaggi di studio in molti paesi tra i quali Italia, Francia, Olanda, Inghilterra, Ungheria e Svezia. Nel 1676 conseguì il dottorato in medicina a Wittenberg. Nel 1682 si stabilì a Parigi accettando un'offerta di Jean-Baptiste Colbert e si convertì al cattolicesimo. Dal 1685 al 1690 esercitò come medico a Roma con notevole successo. Nel 1691 tornò a Parigi con la fama di grande studioso e diventò membro della Accademia francese delle scienze. Nel 1702 divenne professore di medicina e chimica ed entrò al servizio del duca Filippo II di Borbone-Orléans; nel 1705 ne diventò il medico personale.

## Contributi
Homberg fu un filosofo della natura in un momento di transizione tra alchimia e chimica, ma diede solidi contributi alle conoscenze chimiche e fisiche. Registrò tra l'altro osservazioni sulla preparazione del fosforo di Kunckel, sul colore verde prodotto dal rame nelle fiamme, sulla cristallizzazione del sale comune, sui sali nelle piante, sulla saturazione delle basi con acidi, sul congelamento dell'acqua e sua evaporazione nel vuoto. Pubblicò nei Recueil de l'Académie des Sciences dal 1692 al 1714 numerosi contributi riguardanti botanica, zoologia, medicina, fisica, e soprattutto chimica. Preparò il sale sedativo di Homberg (acido borico) dal borace e il fosforo di Homberg (cloruro di calcio).